# Пшиймо
Пшиймо (пол. Przyjmo) — село в Польщі, у гміні Медзяна Ґура Келецького повіту Свентокшиського воєводства.
Населення — 528 осіб (2011).
У 1975-1998 роках село належало до Келецького воєводства.

## Демографія
Демографічна структура на день 31 березня 2011 року:
|          | Загалом | Допрацездатний вік | Працездатний вік | Постпрацездатний вік |
| -------- | ------- | ------------------ | ---------------- | -------------------- |
| Чоловіки | 266     | 65                 | 182              | 19                   |
| Жінки    | 262     | 39                 | 178              | 45                   |
| Разом    | 528     | 104                | 360              | 64                   |